# سیل رضا
سیل رضا، روستایی از توابع بخش زاغه شهرستان خرم‌آباد در استان لرستان ایران است.

## جمعیت
این روستا در دهستان قائدرحمت قرار دارد و تمامی سکنه آن از طایفه سادات شهنشاهی‌وند- و طایفه بیرانوند می‌باشند و براساس سرشماری مرکز آمار ایران در سال ۱۳۸۵، جمعیت آن ۱۰۵ نفر (۱۸خانوار) بوده‌است.شغل اهالی روستا کشاورزی و دامپروری است و حدود 7 هکتار آن نیز باغات گردو و سیب و هلو و ... است .